# Cassville (Missouri)
Cassville è un comune degli Stati Uniti d'America, situato nello Stato del Missouri, nella contea di Barry, della quale è il capoluogo.